# Przekształcenie spółki
Przekształcenie spółki – polega na zmianie formy prawnej spółki. Przekształcenie służy dostosowaniu formy prawnej spółki do prowadzonej aktualnie działalności oraz do zmieniających się warunków ekonomicznych.
Przekształceniu mogą ulegać wszystkie spółki prawa handlowego, tj. spółki jawne, spółki partnerskie, spółki komandytowe, spółki komandytowo – akcyjne, spółki z ograniczoną odpowiedzialnością oraz spółki akcyjne, a także spółka cywilna, będąca jedynie stosunkiem obligacyjnym, a nie spółką prawa handlowego. Również przedsiębiorca będący osobą fizyczną wykonującą we własnym imieniu działalność gospodarczą może przekształcić prowadzoną przez siebie działalność w jednoosobową spółkę kapitałową, tj. spółkę z ograniczoną odpowiedzialnością lub spółkę akcyjną. Nie może natomiast zostać przekształcona spółka w likwidacji, która rozpoczęła podział majątku ani spółka w upadłości.
Spółkę, która ulega przekształceniu nazywamy spółką przekształcaną, natomiast spółkę powstałą po przekształceniu – spółką przekształconą. Spółka przekształcana staje się spółką przekształconą z chwilą wpisu spółki przekształconej do rejestru (dzień przekształcenia). Jednocześnie sąd rejestrowy z urzędu wykreśla spółkę przekształcaną.
W wyniku przekształcenia spółki nie następuje zmiana tożsamości podmiotu, lecz jedynie zmiana formy prawnej (zasada kontynuacji). Spółce przekształconej przysługują wszystkie prawa i obowiązki spółki przekształcanej. Spółka przekształcona pozostaje podmiotem zezwoleń, koncesji, ulg i innych decyzji administracyjnych, chyba że ustawa lub decyzja o ich udzieleniu stanowi inaczej. Na spółkę przekształconą przechodzi także NIP oraz REGON spółki przekształcanej.
Jeżeli zmiana brzmienia firmy w związku z przekształceniem nie polega tylko na zmianie dodatkowego określenia wskazującego na charakter spółki, spółka przekształcona przez co najmniej rok od dnia przekształcenia powinna podawać w nawiasie dawną firmę, z dodaniem wyrazu „dawniej”.

## Procedura przekształcenia
Przekształcenie jest ciągiem określonych w Kodeksie spółek handlowych czynności prawnych.
Pierwszą z nich jest sporządzenie planu przekształcenia, do którego należy dołączyć wymagane załączniki. Jest on przygotowywany przez zarząd spółki, a w przypadku spółek osobowych (tj. spółek jawnych, partnerskich, komandytowych i komandytowo – akcyjnych) – przez wszystkich wspólników prowadzących sprawy spółki przekształcanej. Plan powinien zostać sporządzony w formie pisemnej pod rygorem nieważności. Wyjątkiem od formy pisemnej jest przypadek przekształcania jednoosobowej spółki kapitałowej, kiedy to plan powinien przyjąć formę aktu notarialnego.
Plan przekształcenia powinien zawierać ustalenie wartości bilansowej majątku spółki przekształcanej na określony dzień w miesiącu poprzedzającym przedłożenie wspólnikom planu przekształcenia oraz określenie wartości udziałów albo akcji wspólników zgodnie ze sprawozdaniem finansowym. Do tak sporządzonego planu należy dołączyć projekt uchwały w sprawie przekształcenia spółki, projekt umowy albo statutu spółki przekształconej, wycenę składników majątku spółki przekształcanej oraz sprawozdanie finansowe.
Biegły rewident, wyznaczony przez sąd rejestrowy na wniosek spółki, bada plan przekształcenia mając na uwadze kryterium poprawności i rzetelności. Opinia sporządzona przez biegłego rewidenta jest składana przez biegłego rewidenta do sądu rejestrowego. Od 1 marca 2020 roku badanie planu przekształcenia pod kątem poprawności i rzetelności jest wymagane tylko w niektórych przypadkach, co jest znacznym uproszczeniem w większości procedur przekształcenia. Zgodnie z nowelizacją kodeksu spółek handlowych, badanie planu przekształcenia jest wymagane wyłącznie w sytuacji: 
- przekształcenia jakiejkolwiek spółki prawa handlowego w spółkę akcyjną,
- przekształcenia jednoosobowej działalności gospodarczej w spółkę kapitałową.

Kolejną czynnością jest podjęcie uchwały przez wspólników spółki osobowej albo zgromadzenie wspólników lub walne zgromadzenie w przypadku spółki kapitałowej. Przed podjęciem uchwały wspólnicy powinni zostać dwukrotnie zawiadomieni o zamiarze jej podjęcia. Podjęcie uchwały następuje zgodnie z zasadami obowiązującymi w danym typie spółki. Uchwała powinna być umieszczona w protokole sporządzonym przez notariusza. Po podjęciu uchwały wspólnicy spółki przekształcanej powinni zostać wezwani do złożenia oświadczeń o uczestnictwie w spółce przekształconej. Oświadczenie wspólnika powinno mieć formę pisemną pod rygorem nieważności i musi zostać złożone w terminie miesiąca od powzięcia uchwały o przekształceniu.
Trzecim etapem jest powołanie członków organów spółki przekształconej albo określenie wspólników prowadzących sprawy tej spółki i reprezentujących ją.
Następnie zostaje zawarta umowa spółki albo podpisany statut spółki przekształconej. Umowa albo statut staną się podstawą dla funkcjonowania przekształconej spółki.
Ostatnią czynnością jest wpis przekształcenia do rejestru Krajowego Rejestru Sądowego. Wniosek o wpis wnoszą wszyscy członkowie zarządu albo wspólnicy mający prawo reprezentacji spółki przekształconej. W wyniku tak złożonego wniosku sąd dokonuje wpisu spółki przekształconej, jednocześnie wykreślając z rejestru spółkę przekształcaną.
Przekształcenie spółki należy jeszcze ogłosić w Monitorze Sądowym i Gospodarczym. Ogłoszenie jest dokonywane na wniosek zarządu spółki przekształconej albo wszystkich wspólników prowadzących sprawy spółki przekształconej. Termin do zgłoszenia wniosku wynosi dwa tygodnie od dnia wpisu przekształcenia do rejestru.
Poza ogólnymi wymogami, Kodeks spółek handlowych przewiduje wymogi szczególne dla każdego rodzaju przekształcenia. Jest to związane ze specyfiką przekształceń między różnymi rodzajami spółek.

## Przekształcenie spółki osobowej w spółkę kapitałową
Oprócz warunków, które muszą zostać spełnione przy każdym przekształceniu, Kodeks spółek handlowych przewiduje spełnienie dodatkowych wymogów przy przekształcaniu spółki osobowej w spółkę kapitałową. W sytuacji, gdy spółką przekształcaną jest spółka jawna lub spółka partnerska, konieczne jest, aby za przekształceniem wypowiedzieli się wszyscy wspólnicy. W przypadku przekształcania spółki komandytowej lub komandytowo – akcyjnej – za uchwałą o przekształceniu muszą się opowiedzieć wszyscy komplementariusze, a także komandytariusze bądź akcjonariusze reprezentujący 2/3 sumy komandytowej bądź kapitału zakładowego. Umowa spółki lub statut mogą zaostrzyć te warunki, nie jest jednak możliwe ich złagodzenie.
Za zobowiązania powstałe przed przekształceniem wspólnicy spółki przekształcanej odpowiadają na dotychczasowych zasadach, solidarnie ze spółką przekształconą. Odpowiedzialność wspólników za zobowiązania wygasa z upływem trzech lat od dnia przekształcenia. Przepis ten ma na celu przeciwdziałanie wykorzystywaniu przekształcenia spółki osobowej w spółkę kapitałową jako formy „ucieczki” od odpowiedzialności za zobowiązania.

## Przekształcenie spółki kapitałowej w spółkę osobową
W przypadku przekształcania spółki kapitałowej w spółkę jawną lub partnerską za przekształceniem muszą wypowiedzieć się wspólnicy reprezentujący co najmniej 2/3 kapitału zakładowego. Umowa spółki lub statut mogą przewidywać surowsze warunki podjęcia uchwały.
Przy przekształcaniu spółki kapitałowej w spółkę komandytową lub komandytowo – akcyjną, oprócz uzyskania wymaganej większości należy uzyskać zgodę osób, które w przekształconej spółce mają pełnić funkcję komplementariusza. Zgoda powinna przybrać formę pisemną pod rygorem nieważności. Wspólnicy, którzy nie złożą takiego oświadczenia, stają się komandytariuszami lub akcjonariuszami.

## Przekształcenie spółki kapitałowej w inną spółkę kapitałową
Do przekształcenia spółki kapitałowej w inną spółkę kapitałową wymagane jest, aby:
- za przekształceniem wypowiedzieli się wspólnicy reprezentujący co najmniej połowę kapitału zakładowego, większością ¾ głosów, chyba że umowa albo statut przewiduje warunki surowsze;

- spółka przekształcana ma zatwierdzone sprawozdania finansowe za co najmniej dwa ostatnie lata obrotowe (jeśli spółka przekształcana prowadziła działalność krócej niż przez dwa lata, sprawozdanie finansowe powinno obejmować cały okres działalności spółki nieobjęty rocznym sprawozdaniem finansowym);

- przekształcana spółka akcyjna ma całkowicie pokryty kapitał zakładowy;

- kapitał zakładowy spółki przekształconej będzie nie niższy od kapitału zakładowego spółki przekształcanej.

## Przekształcenie spółki osobowej w inną spółkę osobową
Za przekształceniem spółki osobowej w inną spółkę osobową muszą się opowiedzieć wszyscy wspólnicy. Kodeks spółek handlowych przewiduje znaczne ułatwienia wobec spółki jawnej lub partnerskiej, w której wszyscy wspólnicy prowadzili sprawy spółki. Przy przekształcaniu takich spółek nie ma konieczności przygotowania planu przekształcenia, wyceny składników majątku spółki przekształcanej oraz sprawozdania finansowego, wydania opinii biegłego rewidenta, zawiadomienia o przygotowywanym przekształceniu oraz realizacji prawa przeglądania dokumentów i żądania odpisów.
Podobnie jak w przypadku przekształcania spółki osobowej w spółkę kapitałową, przy przekształcaniu spółki osobowej w inną spółkę osobową, wspólnicy spółki przekształcanej przez okres trzech lat od dnia przekształcenia odpowiadają na dotychczasowych zasadach za zobowiązania spółki powstałe przed dniem przekształcenia. 